# フラワーマウンド
フラワーマウンド（Flower Mound）は、アメリカ合衆国テキサス州のデントン郡にある町。
人口は7万5956人（2020年）で、町としてはテキサス州最大である。1974年、町の南にダラス・フォートワース国際空港が開港したことで空港関連の事業所が町に建設され人口が急増した。町域の一部はタラント郡に入っている。

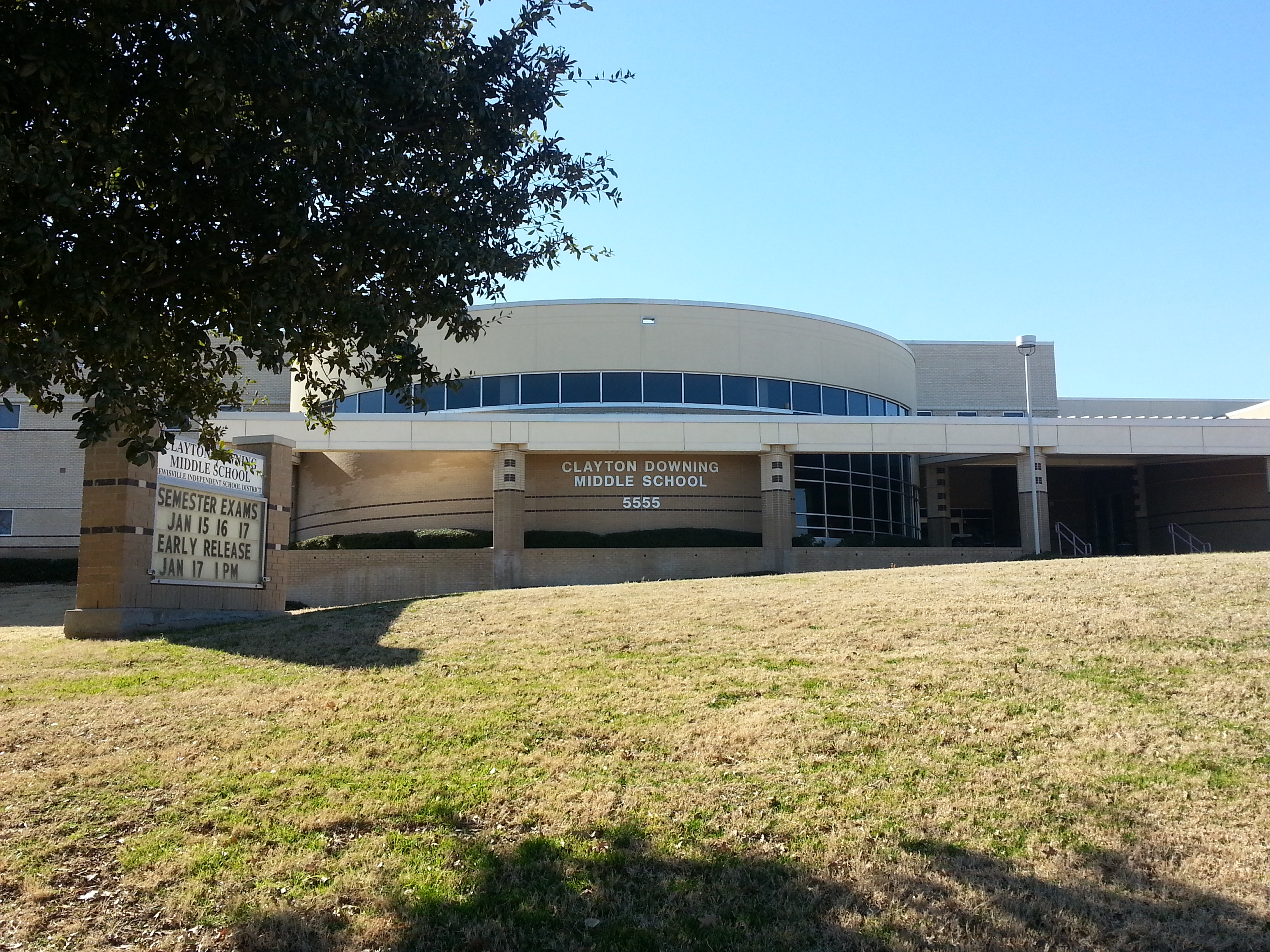
クレイトンダウニング・ミドルスクール